# Ulocladium manihoticola
Ulocladium manihoticola är en svampart som beskrevs av J.M. Yen 1981. Ulocladium manihoticola ingår i släktet Ulocladium och familjen Pleosporaceae.   Inga underarter finns listade i Catalogue of Life.